# Kosatscha Lopan
Kosatscha Lopan (ukrainisch Козача Лопань; russisch Казачья Лопань Kasatschja Lopan) ist eine Siedlung städtischen Typs im Norden der ukrainischen Oblast Charkiw mit etwa 1200 Einwohnern (2024).

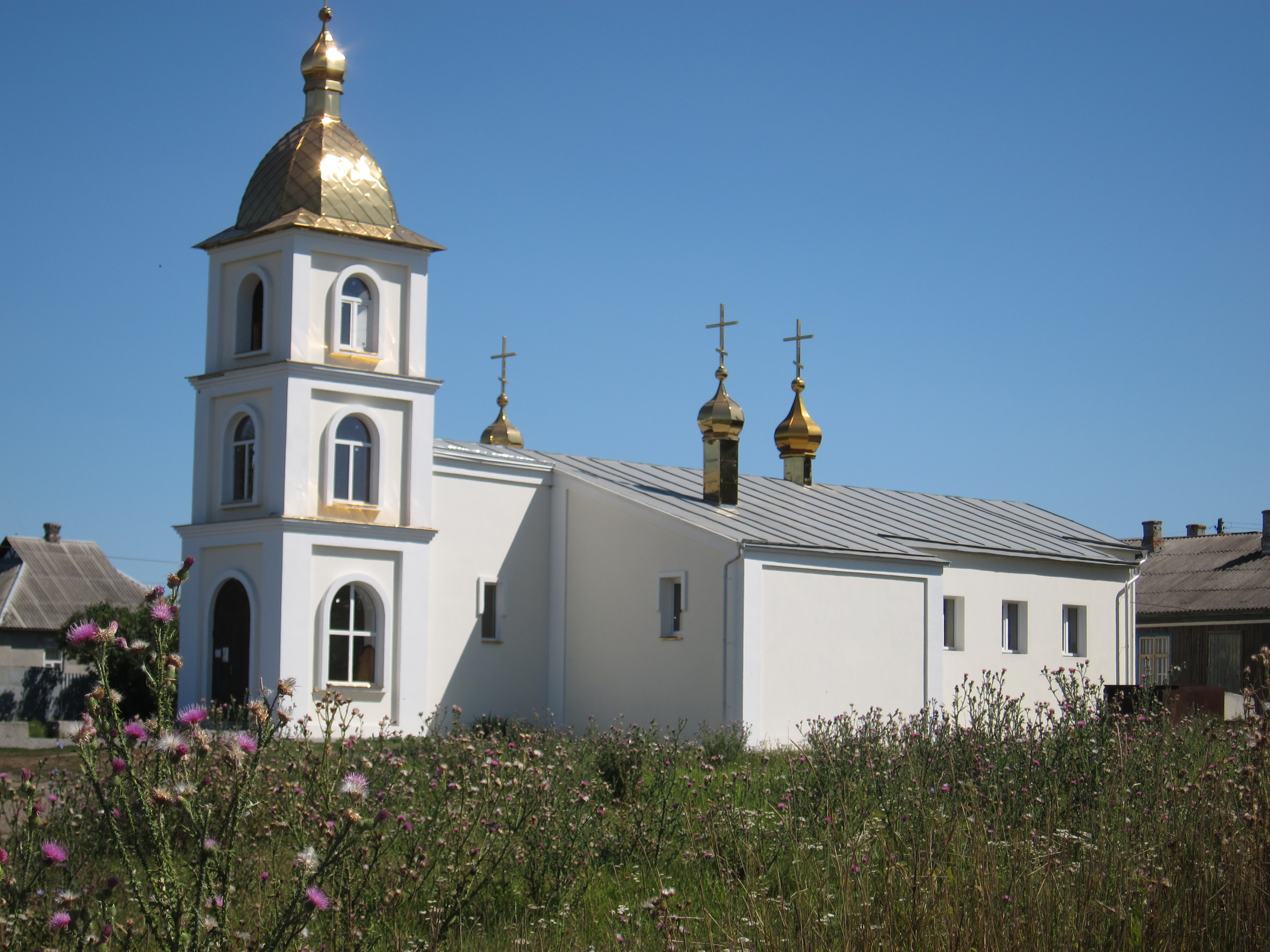
Kirche im Ort

## Geografie
Kosatscha Lopan liegt an beiden Ufern des Lopan, einem 96 km langen Nebenfluss des Udy in 2 km Entfernung zur russischen Grenze an der Territorialstraße T–21–17. Die Siedlung befindet sich etwa 30 km nördlich vom ehemaligen Rajonzentrum Derhatschi und 47 km nördlich vom Oblastzentrum Charkiw.

## Geschichte
Erstmals erwähnt in den 1660er Jahren besitzt die Ortschaft seit 1938 den Status einer Siedlung städtischen Typs.
Am 12. Juni 2020 wurde die Siedlung ein Teil der neu gegründeten Stadtgemeinde Derhatschi; bis dahin bildete sie zusammen mit den Dörfern Hraniw (Гранів), Nowa Kosatscha (Нова Козача) und Schewtschenka (Шевченка) sowie der Ansiedlung Weterynarne (Ветеринарне) die Siedlungsratsgemeinde Kosatscha Lopan (Козачолопанська селищна рада/Kosatscholopanska selyschtschna rada) im Norden des Rajons Derhatschi.
Am 17. Juli 2020 kam es im Zuge einer großen Rajonsreform zum Anschluss des Rajonsgebietes an den Rajon Charkiw.
Im Verlauf des Ukrainekrieges wurde der Ort im Februar 2022 durch russische Truppen besetzt, im Zuge der ukrainischen Gegenoffensive in der Region Charkiw kam der Ort am 11. September 2022 wieder unter ukrainische Kontrolle.

## Sehenswürdigkeiten
- Kirche des Erzengel Michael